# پارک شبه‌ملی سویگو-تسوکوبا
پارک شبه‌ملی سویگو-تسوکوبا (به لاتین: Suigō-Tsukuba Quasi-National Park) یک پارک شبه‌ملی و منطقهٔ مسکونی در ژاپن است که در استان ایباراکی واقع شده‌است.